# Каракараи (микрорегион)

Каракараи на карте.

Каракараи (порт. Microrregião de Caracaraí) — микрорегион в Бразилии, входит в штат Рорайма. Составная часть мезорегиона Юг штата Рорайма. Население составляет 36 379 человек на 2006 год. Занимает площадь 74 281,558 км². Плотность населения — 0,5 чел./км².

## Демография
Согласно сведениям, собранным в ходе переписи 2010 г. Национальным институтом географии и статистики (IBGE), население микрорегиона составляет:
| Полное население                             | Полное население                             | Полное население                             | Полное население                             | 41 886 |
| -------------------------------------------- | -------------------------------------------- | -------------------------------------------- | -------------------------------------------- | ------ |
| в том числе:                                 | Городское население                          | 23 923                                       | Процент городского населения, %              | 57,11  |
|                                              | Сельское население                           | 17 963                                       | Процент сельского населения, %               | 42,89  |
|                                              | Мужское население                            | 22 197                                       | Процент мужского населения, %                | 52,99  |
|                                              | Женское население                            | 19 689                                       | Процент женского населения, %                | 47,01  |
| Плотность населения, чел/км²                 | Плотность населения, чел/км²                 | Плотность населения, чел/км²                 | Плотность населения, чел/км²                 | 0,56   |
| Население микрорегиона в % к населению штата | Население микрорегиона в % к населению штата | Население микрорегиона в % к населению штата | Население микрорегиона в % к населению штата | 9,30   |

## Статистика
- Валовой внутренний продукт на 2003 составляет 123 364 091,00 реалов (данные: Бразильский институт географии и статистики).
- Валовой внутренний продукт на душу населения на 2003 составляет 3669,73 реалов (данные: Бразильский институт географии и статистики).

## Состав микрорегиона
В составе микрорегиона включены следующие муниципалитеты:
1. Каракараи
2. Ирасема
3. Мукажаи